# Mediamatico
Il mediamatico è una professione nel settore dell'informazione e della comunicazione, riconosciuta in Svizzera. Questa figura professionale si distingue per una formazione interdisciplinare che integra competenze in diverse aree, tra cui:
- Tecnologie dell'informazione e della comunicazione;
- Produzione e gestione di contenuti multimediali;
- Marketing digitale e comunicazione visiva;
- Gestione di progetti e sviluppo di soluzioni interattive.

Il mediamatico svolge un ruolo chiave nell'adattamento delle organizzazioni alle sfide della trasformazione digitale, combinando conoscenze tecniche e creative per sviluppare strategie innovative e strumenti efficaci.
La mediamatica, come suggerisce il nome, si colloca al crocevia di diverse discipline professionali. I professionisti di questo settore, noti come mediamatici, combinano competenze in commercio, multimedia e informatica, distinguendosi per un approccio generalista che consente loro di gestire una piccola impresa e di seguire numerosi progetti dalla concezione alla realizzazione. Inoltre, sono in grado di interfacciarsi con diversi specialisti del settore.
In una piccola azienda, un mediamatico può occuparsi di molteplici aspetti delle operazioni aziendali. In organizzazioni di medie o grandi dimensioni, invece, tende a specializzarsi in uno dei tre ambiti principali (commercio, multimedia o informatica) oppure a svolgere un ruolo di collegamento tra specialisti, grazie alla sua capacità di dialogare efficacemente con diverse figure professionali.
Questa versatilità permette ai mediamatici di comunicare in modo efficace, sia con i clienti che con i colleghi, e di analizzare il mercato e le esigenze della clientela per proporre soluzioni adeguate e prodotti su misura.
La professione di mediamatico combina tre ambiti professionali in uno: quello di addetto alle vendite, designer multimediale e informatico. Questa figura poliedrica è in grado di integrare competenze provenienti da ciascun settore, offrendo un approccio interdisciplinare alla gestione di progetti e alla comunicazione aziendale.

## Etimologia
Mediamatica → media = mezzo (latino) + matica ~ dominio relativo → dominio relativo ai mezzi (di comunicazione)

## Storico
Dal 1997 in Svizzera è possibile formarsi in mediamatica. Nello stesso anno fu aperta la prima classe in Ticino, altre classi nel 1998 ad Aarau e Bienne per i cantoni francofoni.
| anno | evento |
| ---- | --- |
| 1997 | Creazione della professione da parte dell'associazione Sigmedia su iniziativa dei collaboratori Swisscom             |
|      | 1re a Bellinzona nel Canton Ticino                                                                                   |
| 1998 | 1re nella Svizzera tedesca e a Bienne per i cantoni francofoni (Friburgo-Neuchâtel-Vallese)                          |
| 1999 | 1re nelle scuole a tempo pieno di Neuchâtel e Sainte-Croix (canton Vaud)                                             |
| 2000 | 1er e 1° apprendista in aziende (formazione doppia) nei cantoni Giura e Vaud                                         |
| 2001 | 1er e 1° apprendisti nel cantone di Ginevra                                                                          |
| 2006 | Creazione dell'associazione francofona degli specialisti dei media ARoMe http://www.arome.ch                         |
| 2008 | 1re presso la scuola professionale (doppia) di Yverdon-les-Bains                                                     |
| 2009 | Primi Certificati Federali di Capacità CFC assegnati secondo la Procedura di Validazione delle Acquisite Acquisite   |
| 2010 | Creazione di ICT Formazione Professionale Svizzera che assume il ruolo di associazione mantello di SIGMEDIA          |
| 2011 | Introduzione della nuova Ordinanza federale sui mediamatici CFC dopo 2 anni di lavoro                                |
| 2012 | Introduzione del nuovo certificato federale di mediamatico (formazione continua nel mondo del lavoro per 3 semestri) |

## Formazione (Svizzera romanda)

### Aree di apprendimento
Gli incarichi professionali riguardano i settori del commercio (marketing, contabilità, amministrazione), multimediale e informatico.

### COMPETENZE
- Analizzare le esigenze dei clienti e del mercato ;
- Realizzazione di documenti stampati (poster, biglietti da visita, manuali, brochure, cataloghi, ecc.) ;
- Implementare applicazioni orientate principalmente al Web;
- Monitorare lo stato di avanzamento dei progetti fino al loro completamento ;
- Commissione sistemi audiovisivi (videoconferenza, animazione, ecc.) ;
- Creazione completa di siti Internet e Intranet (dall'analisi alla manutenzione, compreso il referenziamento, la promozione e il miglioramento del sistema) ;
- Configurazione del computer (hardware e software) ;
- Utilizzare e applicare l'automazione dell'ufficio (elaborazione testi, database, fax ed e-mail, Internet, ecc.) ;
- Realizzazione di documentazione per prodotti multimediali e informatici ;
- Effettuare o supervisionare la promozione di prodotti e servizi ;
- Sviluppare o applicare strategie di comunicazione e marketing.

### Tipi di apprendimento
Insegnata negli istituti di studio professionali o durante un apprendistato in azienda, la formazione del mediamatico viene generalmente impartita in quattro anni (o 3 a seconda della scuola).

#### Formazione iniziale
Durata
- Duale (azienda e scuola) :
  - 3-4 giorni alla settimana nel mondo degli affari ;
  - 1-2 giorno/i a scuola ;
  - 26 giorni di corsi interaziendali (oltre 4 anni).
- Nella scuola professionale :
  - 5 giorni a settimana a scuola ;
  - 2 volte 6 mesi di stage in azienda (escluso FPA).
- Duale (azienda e scuola) :
  - 4 anni nel mondo degli affari e della scuola (CPNV Yverdon-les-Bains).
- Nella scuola professionale :
  - 3 o 4 anni a Neuchâtel (CPLN) ;
  - 4 anni a Sainte-Croix (CPNV) ;
  - 2 anni in FPA (formazione professionale accelerata per i titolari di una qualifica di ginnasio o di un CFC, CPNV Sainte-Croix).

#### Maturità professionale
Artistico
- Luoghi :
  - Vevey (CEPV), nella scuola professionale
- Durata :
  - 1 anno dopo la formazione, in una scuola professionale

Tecnico
- Luoghi :
  - Neuchâtel (CPLN), nella scuola professionale
  - Sainte-Croix (CPNV), nella scuola professionale
  - Sion (EPTM), nella scuola professionale
- Durata :
  - Integrato (formazione su 3 o 4 anni)

Commerciale
- Luoghi :
  - Yverdon-les-Bains (CPNV-Centro Professionale Nord Vaudois)
- Durata :
  - Integrato (in formazione), duale
  - 1 anno dopo la formazione, in una scuola professionale

### Requisiti di ammissione
- completata la scuola dell’obbligo ;
- alcune aziende o scuole gestiscono un esame di ammissione.

### Titolo ottenuto
Attestato federale di capacità (CFC) di mediamatico.

### Miglioramento
- tirocini aggiuntivi come informatico, ingegnere elettronico multimediale o designer multimediale ;
- certificato di agente processuale federale, 3 semestri di on the job, in tutte le principali sedi della Svizzera romanda organizzato dal Centro di formazione ESG di Prilly ;
- certificato di organizzatore federale, circa 50 giorni di lavoro a Morges;
- diploma federale di informatico o organizzatore, circa 15 mesi di impiego a Morges;
- Diploma di informatica gestionale ES, 2 anni a tempo pieno o 6-8 semestri di lavoro a Delémont, Ginevra, Neuchâtel;
- Diploma di tecnico ES in processi aziendali, 2 anni a Bienne e Ste-Croix, 3 anni di lavoro a Porrentruy, 7 semestri di lavoro, in tutte le principali località della Svizzera romanda organizzato dal Centro di Formazione ESG di Prilly ;
- Diploma di tecnico ES in operazioni e logistica, 3 anni e mezzo di impiego presso l'École supérieure technica di Neuchâtel ;
- Diploma di tecnico ES in elettronica, 2 anni a tempo pieno a Ginevra, Losanna, Le Locle, Neuchâtel, Porrentruy ; o 3 anni di lavoro a Ginevra ;
- Diploma di tecnico ES in telecomunicazioni, 2 anni a Losanna ;
- Diploma di tecnico ES in informatica tecnica, 2 anni a tempo pieno a Porrentruy e Ste-Croix e 3 anni di lavoro a Losanna ;
- Laurea in ingegneria HES in informatica, 3 anni a Bienne, Friburgo, Ginevra, Le Locle, Delémont ( 1re ), St-Imier, Yverdon-les-Bains e 8 semestri (almeno) di lavoro a Bienne e Yverdon-les-Bains.